# Kecerovský Lipovec
Kecerovský Lipovec est un village de Slovaquie situé dans la région de Košice.

## Histoire
Première mention écrite du village en 1229.

## Démographie

### Évolution de la population
| Année:               | 1994. | 2004.    | 2014.   | 2024.    |
| -------------------- | ----- | -------- | ------- | -------- |
| Nombre de personnes: | 155   | 112      | 122     | 100      |
| Différence:          |       | -27,74 % | +8,92 % | -18,03 % |

| Année:               | 2023. | 2024.   |
| -------------------- | ----- | ------- |
| Nombre de personnes: | 101   | 100     |
| Différence:          |       | -0,99 % |